# Ollainville (Vosges)
Ollainville é uma comuna francesa na região administrativa do Grande Leste, no departamento de Vosges. Estende-se por uma área de 6.31 km². Em 2010 a comuna tinha 71 habitantes (densidade: 11,3 hab./km²).